# 亀戸水神駅
亀戸水神駅（かめいどすいじんえき）は、東京都江東区亀戸八丁目にある、東武鉄道亀戸線の駅である。駅番号はTS 43。江東区最北端の駅である。

## 歴史
- 1928年（昭和3年）4月15日：開設[1]。当時は現在よりもやや南西側にあった。
- 1946年（昭和21年）12月5日：隣接する北十間駅（現・廃駅）と当駅を統合し、両駅中間付近（現在位置）へ移転[1]。

## 駅構造

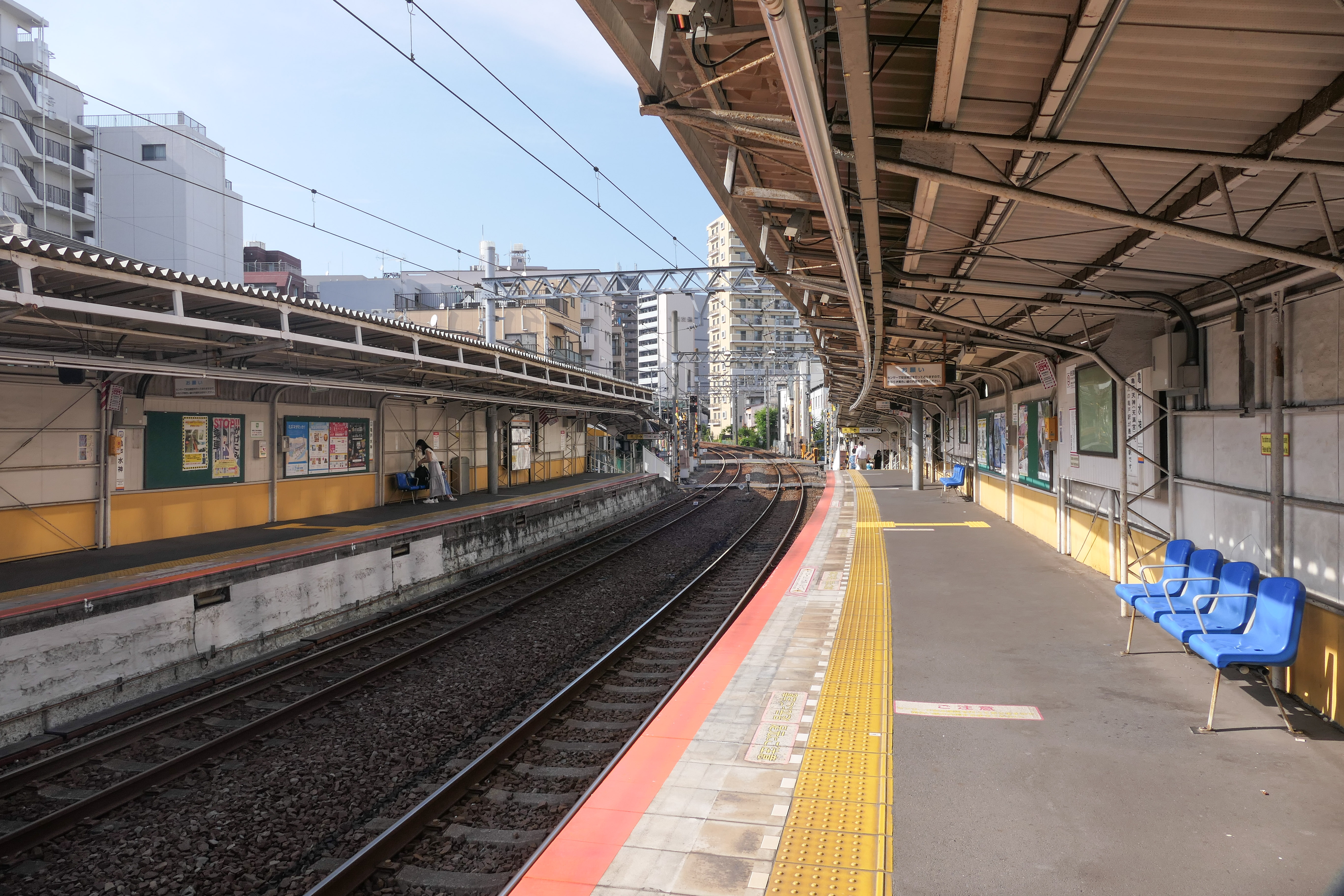
亀戸水神駅ホーム（2024年7月）

相対式ホーム2面2線を有する地上駅。駅舎は亀戸方面ホーム東あずま寄りにあり、両ホームは構内踏切で連絡している。

### のりば
| 番線 | 路線   | 方向 | 行先     |
| ---- | ------ | ---- | -------- |
| 1    | 亀戸線 | 上り | 曳舟方面 |
| 2    | 亀戸線 | 下り | 亀戸行き |

## 利用状況
2024年度（令和6年度）の1日平均乗降人員は4,434人である。
近年の1日平均乗車人員の推移は下記の通り。
2016年（平成23年）統計によれば、東京23区内の旅客駅（路面電車除く）では1日当たり乗車人数が9番目に少なく、モノレールなどの新交通システムを除けば小田急小田原線南新宿駅に次いで2番目に少ない。
| 年度               | 1日平均 乗降人員 | 1日平均 乗車人員 | 出典       |
| ------------------ | ---------------- | ---------------- | ---------- |
| 1992年（平成04年） |                  | 2,129            | [ * 2 ]    |
| 1993年（平成05年） |                  | 2,140            | [ * 3 ]    |
| 1994年（平成06年） |                  | 2,104            | [ * 4 ]    |
| 1995年（平成07年） |                  | 2,033            | [ * 5 ]    |
| 1996年（平成08年） |                  | 1,907            | [ * 6 ]    |
| 1997年（平成09年） |                  | 1,855            | [ * 7 ]    |
| 1998年（平成10年） |                  | 1,778            | [ * 8 ]    |
| 1999年（平成11年） |                  | 1,601            | [ * 9 ]    |
| 2000年（平成12年） |                  | 1,515            | [ * 10 ]   |
| 2001年（平成13年） |                  | 1,523            | [ * 11 ]   |
| 2002年（平成14年） |                  | 1,474            | [ * 12 ]   |
| 2003年（平成15年） | 2,867            | 1,475            | [ * 13 ]   |
| 2004年（平成16年） | 2,811            | 1,455            | [ * 14 ]   |
| 2005年（平成17年） | 2,847            | 1,477            | [ * 15 ]   |
| 2006年（平成18年） | 2,918            | 1,521            | [ * 16 ]   |
| 2007年（平成19年） | 3,405            | 1,601            | [ * 17 ]   |
| 2008年（平成20年） | 3,480            | 1,674            | [ * 18 ]   |
| 2009年（平成21年） | 3,495            | 1,690            | [ * 19 ]   |
| 2010年（平成22年） | 3,517            |                  |            |
| 2011年（平成23年） | 3,586            |                  |            |
| 2012年（平成24年） | 3,848            |                  |            |
| 2013年（平成25年） | 3,890            |                  |            |
| 2014年（平成26年） | 3,827            |                  |            |
| 2015年（平成27年） | 3,889            |                  |            |
| 2016年（平成28年） | 3,951            |                  |            |
| 2017年（平成29年） | 4,074            |                  |            |
| 2018年（平成30年） | 4,245            |                  |            |
| 2019年（令和元年） | 4,352            |                  | [ 東武 3 ] |
| 2020年（令和02年） | 3,489            |                  | [ 東武 4 ] |
| 2021年（令和03年） | 3,847            | 1,949            | [ 東武 5 ] |
| 2022年（令和04年） | 4,038            | 2,053            | [ 東武 6 ] |
| 2023年（令和05年） | 4,224            | 2,154            | [ 東武 7 ] |
| 2024年（令和06年） | 4,434            | 2,260            | [ 東武 1 ] |

## 駅周辺
当駅周辺は海抜ゼロメートル地帯であり、当駅も海抜マイナス2.3メートル地点に位置する。愛知県弥富市の弥富駅（近鉄弥富駅）より深いとされる。
- 丸八通り
- 東京都立江東商業高等学校
- 中央学院大学中央高等学校
- 亀戸水神社（亀戸水神宮 / 亀戸水神）：駅名の由来で、亀戸香取神社の兼務社。

※亀戸天神社（亀戸天神）とは無関係で、そちらは亀戸駅が最寄りである（ホーム壁面にその旨の注意書きが掲示されている）。
- 亀戸中央公園
- 江東区亀戸スポーツセンター
- 江東亀戸五郵便局

## 隣の駅
東武鉄道
 亀戸線
東あずま駅 (TS 42) - 亀戸水神駅 (TS 43) - 亀戸駅 (TS 44)